# Madotheca brachiata
Madotheca brachiata là một loài rêu trong họ Porellaceae. Loài này được Taylor mô tả khoa học đầu tiên năm 1847.